# 压缩空气泡沫系统

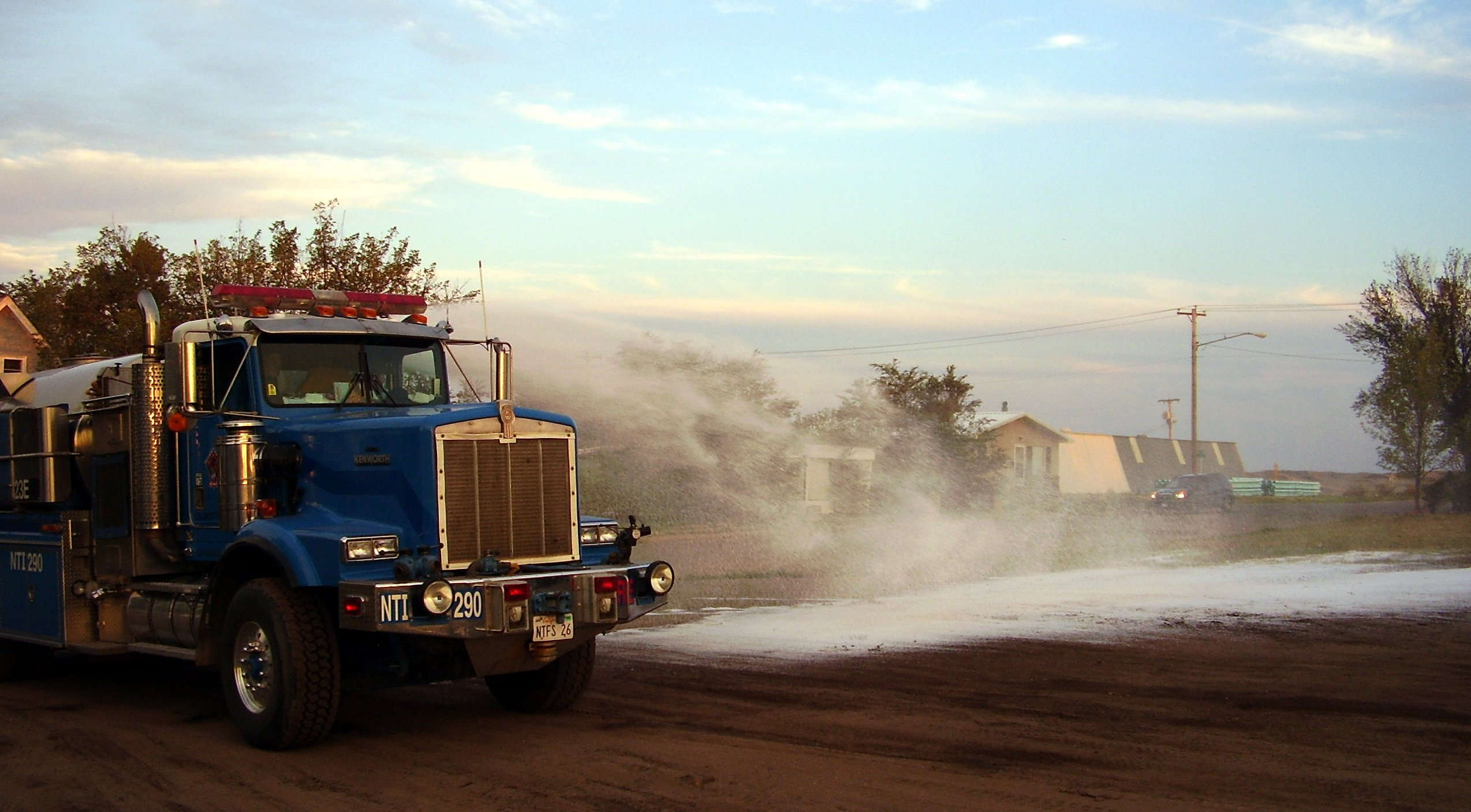
一辆消防车正在通過压缩空气泡沫系统來制造泡沫

压缩空气泡沫系统（Compressed air foam system，CAFS）是一個能提供消防泡沫的泡沫滅火系統，能用來灭火或隔热防护未燃烧的区域。压缩空气泡沫系统的產生泡沫原理是压缩空气通過系統的入口被注入到泡沫液中並产生泡沫。压缩空气泡沫系统起源自德國，20世紀30年代開始投入使用。